# Manning (Ausztria)
Manning osztrák község Felső-Ausztria Vöcklabrucki járásában. 2018 januárjában 795 lakosa volt.

## Elhelyezkedése

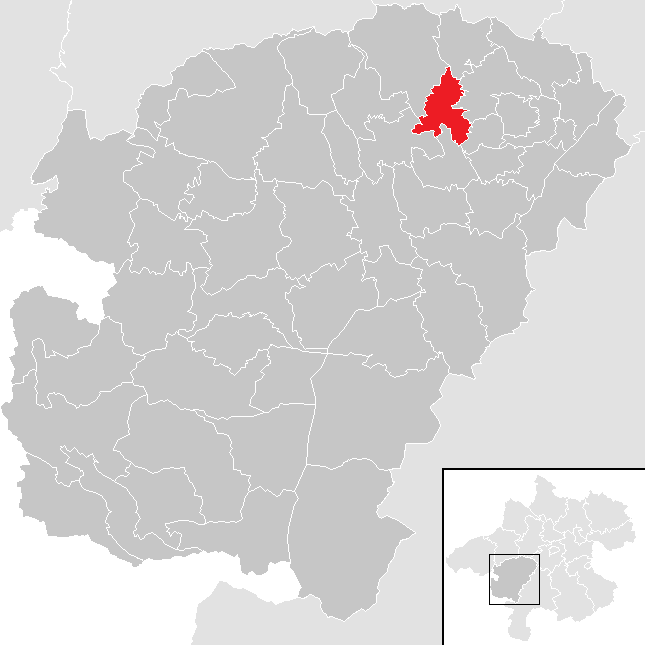
Manning a Vöcklabrucki járásban

Manning Felső-Ausztria Hausruckviertel régiójában fekszik az Ottnanger Redlbach folyó mentén. Területének 20%-a erdő, 70% áll mezőgazdasági művelés alatt. Az önkormányzat 16 falut és településrészt egyesít: Au (48 lakos 2018-ban), Furtpoint (57), Gasteig (15), Hofmanning (18), Kreuth (35), Lehen (10), Manning (122), Moos (63), Schachen bei Furtpoint (22), Schachen bei Wolfshütte (12), Scharedt (35), Starling (16), Stocket (42), Vornbuch (21), Wolfshütte (256) és Zaun (23).
A környező önkormányzatok: északra Wolfsegg am Hausruck, északkeletre Atzbach, délkeletre Rutzenham, délre Pilsbach, délnyugatra Ungenach, északnyugatra Ottnang am Hausruck.

## Története
Manning területe eredetileg a Bajor Hercegség keleti határvidékén feküdt, a 12. században került át Ausztriához. Az Osztrák Hercegség 1490-es felosztásakor az Enns fölötti Ausztria része lett. 
A napóleoni háborúk során a falut több alkalommal megszállták.
A köztársaság 1918-as megalakulásakor Manningot Felső-Ausztria tartományhoz sorolták. Miután Ausztria 1938-ban csatlakozott a Német Birodalomhoz, az Oberdonaui gau része lett; a második világháború után visszakerült Felső-Ausztriához.

## Lakosság
A manningi önkormányzat területén 2018 januárjában 795 fő élt. A lakosságszám 2001 óta csökkenő tendenciát mutat. 2016-ban a helybeliek 97,9%-a volt osztrák állampolgár; a külföldiek közül 0,6% a régi (2004 előtti), 0,4% az új EU-tagállamokból érkezett. 2001-ben a lakosok 89,7%-a római katolikusnak, 3,3% evangélikusnak, 1,6% mohamedánnak, 2,5% pedig felekezeten kívülinek vallotta magát. Ugyanekkor a legnagyobb nemzetiségi csoportot a német (97%) mellett a bosnyákok (1,6%) alkották.  

## Fordítás
- Ez a szócikk részben vagy egészben  a   Manning (Oberösterreich) című német Wikipédia-szócikk ezen változatának fordításán alapul.  Az eredeti cikk szerkesztőit annak laptörténete sorolja fel. Ez a jelzés csupán a megfogalmazás eredetét és a szerzői jogokat jelzi, nem szolgál a cikkben szereplő információk forrásmegjelöléseként.